# 曲卓新
曲卓新（？—？），字荔斋，山東省寧海州（今煙台市牟平區）人，清末民初政治人物，光绪朝末科同進士出身。
光緒三十年（1904年），會試登第94名，殿試為三甲17名進士。光緒三十四年（1908年），授內閣中書。宣統年間，派充諮議局籌辦處參事。民国初年，曾任北洋政府山东省财政司司长。